# Princesas (Film)
Princesas ist ein spanischer Spielfilm von Fernando León de Aranoa aus dem Jahre 2005. Im deutschsprachigen Fernsehen lief der Film unter dem Titel Prinzessinnen der Straße.

## Handlung
Er handelt vom Leben zweier Prostituierten in der spanischen Hauptstadt Madrid. Auf der einen Seite steht die spanische Caye, die schon seit längerer Zeit „im Geschäft“ ist. Sie ist knapp dreißig und schlägt sich mit frecher Ponyfrisur und eigenwilligem Charme durch das Leben. Sie kennt sich in ihrem Geschäft aus und spart auf eine Brustoperation, durch die sie sich mehr Freier und letztlich dadurch auch ein höheres Einkommen erhofft. Ihrer Familie, vor allem ihrer Mutter, verheimlicht sie ihre Tätigkeit als Hure. Auf der anderen Seite steht Zulema, eine illegale Immigrantin, die aus Santo Domingo kommt und auf der Suche nach einem besseren Leben in Spanien gestrandet ist. Ihren kleinen Sohn hat sie in ihrer Heimat in der Obhut ihrer Mutter gelassen, sie spart aber jeden Cent, um ihn irgendwann zu sich nach Spanien holen zu können und ihm ein besseres Leben bieten zu können.
Beide Frauen lernen sich kennen, als Caye zu spät zu einem Treffen mit einem Freier in einem Café kommt und Zulema ihn ihr vor der Nase wegschnappt. Trotz dieses Vorfalls freunden sich beide miteinander an. Eine Freundschaft, die Caye vor ihren Kolleginnen bei den regelmäßigen Treffen in einem Frisörsalon geheim halten muss. Diese betrachten die illegal eingewanderten Huren als Bedrohung, da sie ihnen ihre Freier streitig machen.
Vor einer Bar lernt Caye den jungen IT-Spezialisten Manuel kennen, dem sie ihren Beruf verheimlicht, sich mit ihm anfreundet und auf ihn den insgeheimen Wunsch nach Liebe projiziert. Parallel wird Zulema regelmäßig von Funcionario, einem Mitarbeiter öffentlicher Behörden, heimgesucht, der ihr legale Papiere verspricht und als Gegenleistung Sex fordert. Zulema kommt diesem Wunsch nicht nur nach, sondern wird auch jedes Mal von ihm grob vergewaltigt. Trotz der obligatorischen Krankenhausaufenthalte glaubt sie weiter daran, von ihm die erhofften Papiere zu bekommen. Caye versucht, ihre Freundin von diesen Treffen fernzuhalten, scheitert aber.
Unterdessen wird Caye in ein Café geladen, wo sie sich mit einer Gruppe von Freiern treffen möchte. Vor Ort stellt sich heraus, dass Manuel zu dieser Gruppe gehört, und er findet die Wahrheit über ihren Beruf heraus. Damit endet die Geschichte der beiden.
Nachdem Zulema über eine Erkrankung, die nicht näher benannt wird, Gewissheit bekommt, hat sie ein letztes Mal Sex mit ihrem Peiniger und reist zurück in ihr Heimatland. Caye schenkt ihr zuvor noch das für die Brustoperation angesparte Geld. Bei einem Besuch bei ihrer Mutter lässt sie ihr Handy offen auf dem Tisch liegen. Obwohl sie auf diesem Telefon nur Anrufe von Freiern entgegennimmt, bittet sie ihre Mutter nach einem Klingeln für sie das Gespräch anzunehmen, mit offenem Ausgang.

## Kritik
„Der präzis beobachtende, intensiv inszenierte und überzeugend gespielte Film erzählt mit semidokumentarischen Mitteln vom Straßenstrich in der spanischen Hauptstadt sowie vom täglichen Rassismus. Dabei fragt er nicht nach gesellschaftlichen Wurzeln und setzt gelegentlich zu sehr auf Unterhaltungswert.“

## Auszeichnungen
Der Film wurde im Jahr 2006 mit drei Goyas (spanischer Filmpreis) ausgezeichnet: Candela Peña (Beste Hauptdarstellerin), Micaela Nevárez (Beste Nebendarstellerin) und Manu Chao (Bester Filmsong).